# Albatrellus cochleariformis
Albatrellus cochleariformis är en svampart som först beskrevs av Mordecai Cubitt Cooke, och fick sitt nu gällande namn av Leif Ryvarden 1988. Albatrellus cochleariformis ingår i släktet Albatrellus och familjen Albatrellaceae.   Inga underarter finns listade i Catalogue of Life.